# Comuna Berezivka, Dolînska
Berezivka (în ucraineană Березівка) este o comună în raionul Dolînska, regiunea Kirovohrad, Ucraina, formată din satele Antonivka și Berezivka (reședința).

## Demografie
Componența lingvistică a comunei Berezivka
     Ucraineană (97,74%)
     Rusă (1,57%)
     Alte limbi (0,7%)
Conform recensământului din 2001, majoritatea populației comunei Berezivka era vorbitoare de ucraineană (97,74%), existând în minoritate și vorbitori de rusă (1,57%).